# Élections législatives de 1871 dans la Somme
Les élections législatives françaises de 1871 se déroulent le 8 février 1871. Dans le département de la Somme, onze députés sont à élire dans le cadre d'un scrutin de liste majoritaire.

## Contexte

### Députés sortants
| Circonscription                 | Nom                           |  | Parti        | Groupe        |
| ------------------------------- | ----------------------------- |  | ------------ | ------------- |
| 1re circonscription (Amiens)    | Cosme Cosserat                |  | Bonapartiste | Centre droit  |
| 2e circonscription (Abbeville)  | Joseph Sénéca                 |  | Bonapartiste | Centre droit  |
| 3e circonscription (Péronne)    | Marie Reimbold d'Estourmel    |  | Orléaniste   | Centre gauche |
| 4e circonscription (Montdidier) | Auguste-Antoine de Fourment   |  | Bonapartiste | Centre droit  |
| 5e circonscription (Corbie)     | Charles De France d'Hésecques |  | Orléaniste   | Centre gauche |

## Résultats

### Résultats au niveau départemental

#### Élection législative du 8 février 1871
| Candidat           | Candidat                              | Parti            | Premier tour | Premier tour |
| Candidat           | Candidat                              | Parti            | Voix         | %            |
| ------------------ | ------------------------------------- | ---------------- | ------------ | ------------ |
|                    | Louis Faidherbe                       | Républicain      | 107 213      | 86,92        |
|                    | Charles de Dompierre d'Hornoy         | Légitimiste      | 100 716      | 81,65        |
|                    | Nicolas Changarnier                   | Légitimiste      | 100 688      | 81,63        |
|                    | Marie Alexandre Raoul Blin de Bourdon | Légitimiste      | 95 591       | 77,50        |
|                    | Victor Magniez                        | Libéral          | 95 087       | 77,09        |
|                    | Marie-Joseph Vaysse de Rainneville    | Orléaniste       | 94 580       | 76,68        |
|                    | Alexandre Courbet-Poulard             | Légitimiste      | 94 061       | 76,26        |
|                    | Antoine Cauvel de Beauvillé           | Légitimiste      | 93 332       | 75,67        |
|                    | Louis Gaulthier de Rumilly            | Libéral          | 92 837       | 75,27        |
|                    | Adalbert de Rambures                  | Orléaniste       | 92 309       | 74,84        |
|                    | Henri Calluaud                        | Libéral          | 91 041       | 73,81        |
| Liste Libérale     |                                       |                  |              |              |
|                    |                                       |                  |              |              |
|                    | Jules Lardière                        | Républicain (UR) |              |              |
|                    | Eugène Delattre                       | Républicain (UR) |              |              |
|                    | René Goblet                           | Républicain (UR) | 24 153       | 19,58        |
|                    | Jules Barni                           | Républicain (UR) |              |              |
|                    | Gontran Gonnet                        | Républicain (GR) |              |              |
|                    | Ernest Hamel                          | Républicain (UR) |              |              |
|                    | Frédéric Petit                        | Républicain (UR) |              |              |
|                    | Alphonse Fiquet                       | Républicain (UR) |              |              |
|                    | Henry Gavelle                         | Républicain (GR) |              |              |
|                    | Florentin Lefils                      | Républicain (GR) |              |              |
|                    | Médecin Lemaître                      | Républicain (GR) |              |              |
| Liste Démocratique |                                       |                  |              |              |
|                    |                                       |                  |              |              |
| Inscrits           | Inscrits                              | Inscrits         | 167 374      | 100,00       |
| Abstentions        | Abstentions                           | Abstentions      | 44 029       | 26,31        |
| Votants            | Votants                               | Votants          | 123 345      | 73,69        |

#### Élection complémentaire du 2 juillet 1871
À la suite de la démission du général Louis Faidherbe, encore en service en février 1871 et au décès de Henri Calluaud le 25 février 1871, une élection complémentaire se tient le 2 juillet pour remplacer les deux sièges vacants.
| Candidat | Candidat                      | Parti            | Premier tour | Premier tour |
| Candidat | Candidat                      | Parti            | Voix         | %            |
| -------- | ----------------------------- | ---------------- | ------------ | ------------ |
|          | Louis Faidherbe               | Républicain (GR) | 95 196       | 82,72        |
|          | René Goblet                   | Républicain (UR) | 75 519       | 65,62        |
|          | Général Porion                | Bonapartiste     |              |              |
|          | Jean Antoine Vayson           | Bonapartiste     |              |              |
|          | M. Ledieu                     | Monarchiste      |              |              |
|          | Charles De France d'Hésecques | Orléaniste       |              |              |
|          |                               |                  |              |              |
| Inscrits | Inscrits                      | Inscrits         | 166 901      | 100,00       |
| Votants  | Votants                       | Votants          | 115 084      | 68,95        |

Louis Faidherbe, élu aussi dans les départements du Nord et du Pas-de-Calais choisi de siéger comme député du Nord. Un siège est alors encore vacant dans la Somme.

#### Élection complémentaire du 7 janvier 1872
| Candidat | Candidat       | Parti            | Premier tour | Premier tour |
| Candidat | Candidat       | Parti            | Voix         | %            |
| -------- | -------------- | ---------------- | ------------ | ------------ |
|          | Albert Dauphin | Libéral          | 52 826       | 55,04        |
|          | Jules Barni    | Républicain (UR) | 40 660       | 44,96        |
|          |                |                  |              |              |
| Inscrits | Inscrits       | Inscrits         | 165 520      | 100,00       |
| Votants  | Votants        | Votants          | 95 982       | 57,99        |

Candidat sans son aveu, Albert Dauphin démissionne aussitôt. Une nouvelle élection complémentaire est prévue.

#### Élection complémentaire du 9 juin 1872
| Candidat | Candidat      | Parti            | Premier tour | Premier tour |
| Candidat | Candidat      | Parti            | Voix         | %            |
| -------- | ------------- | ---------------- | ------------ | ------------ |
|          | Jules Barni   | Républicain (UR) | 54 820       | 48,83        |
|          | Jules Cornuau | Bonapartiste     | 36 653       | 32,64        |
|          | M. Lejeune    | Monarchiste      | 20 810       | 18,53        |
|          |               |                  |              |              |
| Inscrits | Inscrits      | Inscrits         |              | 100,00       |
| Votants  | Votants       | Votants          | 112 283      |              |

### Élus
| N° | Nom                                   |  | Parti       | Groupe             |
| -- | ------------------------------------- |  | ----------- | ------------------ |
| 1  | Louis Faidherbe                       |  | Républicain | /                  |
| 2  | Charles de Dompierre d'Hornoy         |  | Légitimiste | Droite monarchiste |
| 3  | Nicolas Changarnier                   |  | Légitimiste | Droite monarchiste |
| 4  | Marie Alexandre Raoul Blin de Bourdon |  | Légitimiste | Droite monarchiste |
| 5  | Victor Magniez                        |  | Libéral     | Centre gauche      |
| 6  | Marie-Joseph Vaysse de Rainneville    |  | Orléaniste  | Centre droit       |
| 7  | Alexandre Courbet-Poulard             |  | Légitimiste | Droite monarchiste |
| 8  | Antoine Cauvel de Beauvillé           |  | Légitimiste | Droite monarchiste |
| 9  | Louis Gaulthier de Rumilly            |  | Libéral     | Centre gauche      |
| 10 | Adalbert de Rambures                  |  | Orléaniste  | Centre droit       |
| 11 | Henri Calluaud                        |  | Libéral     | Centre gauche      |
| 12 | René Goblet                           |  | Réublicain  | Union républicaine |
| 13 | Albert Dauphin                        |  | Libéral     | /                  |
| 14 | Jules Barni                           |  | Réublicain  | Union républicaine |